# كالكاليست
كالكاليست (بالعبرية: כלכליסט) (تلاعب عبري بالألفاظ ل"ذي إيكونوميست") هي صحيفة (وموقع) أعمال يومية.

## التاريخ
نُشِرت كالكاليست لأول مرة في 18 فبراير 2008، وتعمل حاليا خمسة أيام في الأسبوع، مع ملحق نهاية الأسبوع في يوم الخميس.
ينقسم الصحيفة إلى أربعة أقسام: أخبار، الأعمدة اليومية (عادية ودورية (الأعمدة الدورية هي التسويق والقانون، والعقارات، والتكنولوجيا، والوظيفية، والتمويل، والسيارات، والرياضة)، والسوق (إضافة منفصلة تظهر الاثنين حتى يوم الخميس)، و "2016"، قسم نمط الحياة.
شعار الصحيفة هو «ربط اقتصاد إسرائيل». ووفقا لإدارة الصحيفة، تستهدف كالكاليست المهنيين في مجالات الاقتصاد والقانون والأعمال، ولكن في نفس الوقت تحاول الوصول إلى جمهور أكبر.

## وصلات خارجية
- الموقع الرسمي
 (بالعبرية)